# 浆果楝属
浆果楝属（学名：Cipadessa）是楝科下的一个属，为灌木或小乔木植物。该属共有约4种，分布于印度、马来半岛和马达加斯加。

## 物种
本属包括以下物种：
- 浆果楝 Cipadessa baccifera (Roth) Miq.